# 羅潔塔

羅潔塔的個人標誌（光榮之星），首次出現並大多被使用於《瑪利歐賽車系列》。

羅潔塔是任天堂著名遊戲系列瑪利歐系列中的配角。初次登場於2007年的《超級瑪利歐銀河》。羅潔塔主要在超級瑪利歐銀河系列遊戲中登場，亦有在所有《瑪利歐賽車Wii》以後的《瑪利歐賽車系列》中及《超級瑪利歐3D世界》、《任天堂明星大亂鬥3DS/Wii U》和《任天堂明星大亂鬥 特別版》中作为可使用游戏角色登場。
奇可常和罗莎塔一起出现，也是是马里奥在《超级马里奥银河》及其续集《超级马里奥银河2》中的主要同伴。它属于一种名为「Luma」的星形生物，此生物在两款游戏里都有登场。羅潔塔如同慈母般照顧奇可們，所以他們皆視她如慈母。

## 角色介紹
羅潔塔於《超級瑪利歐銀河》中以非可用角色首次登場，是外太空的銀河世界中「掃帚星天文台」的管理者。

### 角色造型

羅潔塔在瑪利歐賽車系列的穿著，人物造型來自《瑪利歐賽車8》。

羅潔塔看起來是一位年輕高挑的女性，有著與碧姬公主相似的容貌，尤其是在她的體型和面部特徵方面，但與碧姬公主的不同之處，在於除了與碧姬公主服裝顏色不同且風格近似西洋仙子外，眼睛是綠松石色，有六根棕色睫毛，她的嘴唇顏色較淺，金髮並不像碧姬公主一般純黃色，感覺顏色較淺，而且瀏海長到蓋過右眼，（她在《超級瑪利歐銀河》的故事書暗示她年輕時可能有紅頭髮，儘管之後在《瑪利歐賽車8》首次登場的羅潔塔寶寶，她的頭髮是鉑金色），然而早期的設計其實是和碧姬公主相同的服裝造型，並且有著「蜂窩頭」的髮型。羅潔塔看起來比大多數人類角色都高，僅次於瓦路易吉，但她也可以變得更大，正如《超級瑪利歐銀河》的結局所證明的那樣，其中瑪利歐的大小與她的手掌差不多大。
羅潔塔穿著淺綠色及地長裙，露肩，粉藍色翻蓋環繞，喇叭形長袖，頂部飾有粉藍色褶邊，底部是另一條深藍色的褶邊，它環繞著，直到在中間轉為一個點，露出下面的一層襯裙。她的胸針，皇冠，耳環都是星形。胸針和皇冠和也和高跟鞋一樣都是銀色，然而耳環是黃色的。羅潔塔還在指甲上塗了紫色指甲油，也常持有著與西洋仙子一樣的星杖，在《超級瑪利歐銀河》中是她發動魔法的道具。
在《任天堂明星大亂鬥3DS/Wii U》和《任天堂明星大亂鬥 特別版》中的她下裙也有星星的烙印。

### 身世背景
羅潔塔是外太空的銀河世界中「掃帚星天文台」的管理者，帶著星之子「奇可」們一起在銀河旅行，每一百年都會回到羅潔塔的故鄉（也就是瑪利歐所生活的星球）。

## 評價
在任天堂官方雜誌進行的一項民意調查中，讀者將羅潔塔列為第六大女性角色。進行民意調查的記者湯姆·伊斯特將羅潔塔描述為“女主角”，稱“她顯然給你留下了深刻的印象，因為在一次出場（不包括《瑪利歐賽車Wii》）之後，她就進入了前十名。”
Joystiq的Chris Greenhough聲稱《超級馬里奧銀河》是第一款擁有引人入勝故事的馬里奧遊戲，並以羅潔塔為例，稱“儘管這個敘事線索（羅潔塔的故事書）以你所期望的標準票價開始生活從一個馬里奧的頭銜開始，羅潔塔的故事很快就變成了悲劇”。遊戲研究員和設計師道格拉斯·威爾遜在GameSetWatch中認為，《超級瑪利歐銀河》最令人驚訝的時刻並不涉及新的遊戲機制、情節轉折，而是角色羅潔塔和她的故事書，並指出“最令人震驚的是一本簡單的故事書一位名叫羅潔塔的公主講述的故事。”此外，他寫道：“《超級瑪利歐銀河》是一款出色的遊戲，原因已經在各種評論中有所提及。然而，儘管得到了廣泛的正面報導，但我對遊戲媒體如此壓倒性地忽視（或在某種情況下，忽略了）羅潔塔的故事書感到失望” ，並將其與《小王子》和《龍貓》相提並論。Siliconera稱羅潔塔的故事書“苦樂參半”，因為“該遊戲可以很容易地成為一個簡單的“拯救公主”故事，並且仍然是一款出色的遊戲，但是……引人入勝的故事將《超級瑪利歐銀河》提升到了藝術水平其他馬里奧頭銜還沒有接近。”
Destructoid對羅潔塔的評價非常積極，稱她是“天籟之星”，總結“羅潔塔體現了完美的風格”，因此是“世外桃源”，在他們的Gamer's Red Carpet上給了她“A+”。Kotaku的Michael McWhertor在他們的《超級瑪利歐銀河》印像中稱她為“有吸引力的碧姬公主替代品”。IGN的Phil Pirrello正面評價了羅潔塔，給了她7分（滿分10分）。1UP.com的Shane Bettenhausen將羅潔塔稱為“天體辣妹”，以及令人失望的名單中更好的《瑪利歐賽車Wii》角色之一。Complex的Larry Hester將羅潔塔列為40個“炙手可熱但被遺忘”的女性電子遊戲角色之一。

羅潔塔的角色形象也招來了一些批評。GameRant.com的Callum Archer將羅潔塔列為他從系列中消失或應該消失的十大馬里奧角色名單中的第9位，稱她是碧姬公主的新皮膚，她“沒有”甚至在《超級瑪利歐銀河》的續集（即《超级马力欧银河2》）中都沒有做那麼多。NintendoLife的傑克·夏皮羅（Jake Shapiro）抱怨羅潔塔是瑪利歐系列中的公主，稱“《瑪利歐賽車8》中的每個女性角色都是公主，這真是令人遺憾”。TheGamer.com的馬修·威爾金森將羅潔塔列為不應該出現在瑪利歐賽車系列中的五個角色之一，並表示“現在感覺是時候讓她暫時離開這個系列了”。TechnoBuffalo.com的喬伊戴維森不贊成在《瑪利歐賽車8》中加入小羅潔塔，稱她“本可以被放棄以獲得更好的選擇”。Polygon.com的Jeremy Parish從《任天堂明星大亂鬥 特別版》中排名73名戰士《從垃圾到光榮》，羅潔塔排在第51位，稱“羅潔塔基本上是宇宙中最強大的奇異力量，如果要相信《超級瑪利歐銀河》——一個可以隨意重置所有現實的神聖存在仲裁者。認為她有比在庫巴Jr.上大吵大鬧更好的事情要做。 ”Den of Geek的Gavin Jasper在他的《任天堂明星大亂鬥 特別版》角色列表中將羅潔塔列為第48位，並指出“羅潔塔是瑪利歐系列和在他的派對和賽車比賽中受歡迎的面孔。在作品中，由於她與奇可的合作，她將翻越冰山者（Ice Climbers）的概念作為她自己的戰鬥風格。”根據約翰亞當斯在他的“女鬥士：任天堂明星大亂鬥社區中對女性氣質的看法”的說法，羅潔塔對她的外表沒有性別化的關注，這促使用戶對其服裝贊不絕口。

## 外部連結
- Rosalina on Super Mario Wiki （页面存档备份，存于）